# Arnaud Tissières
Arnaud Tissières (Orsières, 14 mei 1996) is een Zwitsers wielrenner.

## Carrière
In 2025 werd Tissières prof bij Team Solution Tech-Vini Fantini, na eerder al stage te hebben gelopen. In maart van dat jaar maakte hij zijn debuut in de World Tour, toen hij aan de start stond van de Strade Bianche.

## Resultaten in voornaamste wedstrijden
| Jaar | Strade Bianche |
| ---- | -------------- |
| 2025 | opgave         |

## Ploegen
- 2024 –  Team Corratec-Vini Fantini (stagiair vanaf 1 augustus)
- 2025 –  Team Solution Tech-Vini Fantini

Amella · Baldaccini · Balmer (vanaf 14/5) · Bonifazio · Conti · Darbellay · Debons · González (vanaf 31/3) · Iacchi · Mareczko · Masotto · Monaco · Murgano · Olivero · Padoen · Ponomar · Samudio (vanaf 1/8) · Quartucci · Sbaragli · Stewart · Stöckli · Tsarenko · van Empel · Viviani · Zambelli · Bögli (stagiair) · Parravano (stagiair) · Tissières (stagiair)